# Észak-Hamgjong
Észak-Hamgjong (hangul: 함경북도, Hamgjong-bukto, handzsa: 咸鏡北道, RR: Hamgyŏng-bukto) Észak-Korea legészakibb tartománya. 1896-ban szakadt ketté Hamgjong (Hamgyŏng) kettéválasztásával Észak- és Dél-Hamgjong (Hamgyŏng)ra. A japán megszállás idején a Kankjó-hokudó nevet viselte. Székhelye Cshongdzsin (Ch'ŏngjin).
Napjainkban ebben tartományban működik a Muszudan (Musudan) rakétakilövőállomás és a hörjong (hoeryŏng)i koncentrációs tábor.

## Földrajza
A tartományt északról Kína és Oroszország, délkeletről Dél-Hamgjong (Hamgyŏng), nyugatról Rjanggang (Ryanggang), keletről pedig a Japán-tenger (Koreában Keleti-tengernek hívják) határolja. Raszon (Rasŏn) (régebbi nevén: Radzsin-Szonbong (Rajin-Sŏnbong)) közvetlenül irányított városa a tartomány északkeleti részében fekszik, amely 1993-ban vált ki Észak-Hamgjong (Hamgyŏng)ból.

## Közigazgatása
Észak-Hamgjong (Hamgyŏng) három városra (si) és 12 megyére (kun) van felosztva. Székhelye, Cshongdzsin (Ch'ŏngjin) 7 kerületből (kujok (kuyŏk)) áll.
| Városai: - Cshongdzsin (Ch'ŏngjin) (청진시; 淸津市) - Hörjong (Hoeryŏng) (회령시; 會寧市) - Kim Cshek (Kim Ch'aek)-város (김책시; 金策市) (1951 előtt: Szongdzsin (Sŏngjin); 성진시, 城津市) Megyéi: - Mjonggan (Myŏnggan) (명간군; 明澗郡) (1981 és 2004 között: Hvaszong (Hwasŏng); 화성군, 化城郡) - Hvade (Hwadae) (화대군; 花臺郡) - Kildzsu (Kilju) (길주군; 吉州郡) - Kjongszong (Kyŏngsŏng) (경성군; 鏡城郡) | - Muszan (Musan) (무산군; 茂山郡) - Mjongcshon (Myŏngch'ŏn) (명천군; 明川郡) - Onszong (Onsŏng) (온성군; 穩城郡) - Orang (Ŏrang) (어랑군; 漁郞郡) - Purjong (Puryŏng) (부령군; 富寧郡) - Kjongvon (Kyŏngwŏn) (경원군; 慶源郡) (1977 és 2005 között: Szebjol (Saebyŏl); 새별군, -郡) - Kjonghung (Kyŏnghŭng) (경흥군; 慶興郡) (1977 és 2010 között: Undok (Ŭndŏk); 은덕군, 恩德郡) - Jonsza (Yŏnsa) (연사군; 延社郡) |

## Gazdaság
Észak-Hamgjong (Hamgyŏng) tartomány gazdasága színesfémiparra, gépiparra, villamosenergia-előállításra és vegyiparra épül.

## Oktatás
Észak-Hamgjong (Hamgyŏng) számos oktatási intézménynek, köztük kereskedelmi, mezőgazdasági szakiskoláknak, általános iskoláknak és középiskoláknak ad otthont.
Legfontosabb egyetemei:
- Kim Dzsongszuk (Kim Jŏng-suk) Pedagógusképző Egyetem (김정숙교원대학; 金貞淑敎員大學)
- O Dzsonghup (O Jung-hŭp) cshongdzsin (ch'ŏngjin)i 1. sz. Tanárképző Egyetem (오중흡청진제1사범대학; 吳仲翕淸津第一師範大學)
- Cshongdzsin (Ch'ŏngjin)i Fémbányászati Egyetem (청진광산금속대학; 淸津鑛山金屬大學)
- Cshongdzsin (Ch'ŏngjin)i Orvostudományi Egyetem (청진의학대학; 淸津醫學大學)
- Cshongdzsin (Ch'ŏngjin)i Földművelési Egyetem (청진농업대학; 淸津農業大學)

## Egészségügy
A tartomány számos egészségügyi intézménnyel rendelkezik, köztük saját kórházzal, illetve itt található a Korjo (Koryŏ) Kórház és a Szájbetegség-megelőzési Otthon.

## Közlekedés
A tartomány számos vasúti kapcsolattal rendelkezik, ilyenek például a Phjongna (P'yŏngra), Hambuk, Muszan (Musan) vasútvonalak. Emellett közutakon is megközelíthető.